# تراچینا
تراچینا (به ایتالیایی: Terracina) یک کومونه در ایتالیا است که در استان لاتینا واقع شده‌است.

## خصوصیات
تراچینا ۱۳۶ کیلومترمربع مساحت و ۴۴٬۴۸۰ نفر جمعیت دارد و ۲۲ متر بالاتر از سطح دریا واقع شده‌است.

## خواهرخوانده
شهرهای یورمالا، کابورگ، شور، سوئیس، مایرهوفن، موندورف، پچ (شهر مجارستان)، سرگییف پوساد، اکستر، بجایه، الجزایر، باد هومبورگ فور در هوهه و بریکسن خواهرخوانده‌های تراچینا هستند.